# Krenopelopia narda
Krenopelopia narda är en tvåvingeart som beskrevs av Roback 1971. Krenopelopia narda ingår i släktet Krenopelopia och familjen fjädermyggor. Inga underarter finns listade i Catalogue of Life.